# Annaten
Als Annaten (lateinisch ‚Jahresertrag‘) wurden im 13.–15. Jahrhundert die Abgaben des ganzen, später des halben ersten Jahresertrages eines neubesetzten Kirchenamtes (einer Pfründe) an den Papst bezeichnet. Seit dem 15. Jahrhundert wurden als Annaten alle bei der Neubesetzung einer Pfründe anfallenden Abgaben an die römische Kurie, für die es eine der wichtigsten Einnahmen darstellte, einschließlich der Servitien (Gebühren an die Kardinäle und die Kanzlei) bezeichnet. In der Reformationszeit wurde diese Verknüpfung von Amtsverleihung und Geldeinnahme auf den Konzilien heftig kritisiert. Dennoch sind Annaten teilweise auch heute noch in Italien üblich.